# Tylosurus acus rafale
Tylosurus acus rafale is een ondersoort van de straalvinnige vissen uit de familie van de gepen (Belonidae). De wetenschappelijke naam van de soort is voor het eerst geldig gepubliceerd in 1970 door Collette & Parin.